# Jošihiro Sakata
Yoshihiro Sakata (坂田好弘) (* 26. září 1942, Kjóto) je bývalý japonský ragbista, který hrával na křídle. V roce 2012 se jako první Asiat dostal do Světové síně slávy ragby. Za Japonsko si připsal 16 zápasů a 13 položení šišky do soupeřova brankoviště (položení mělo dříve hodnotu 3 body a poté 4 body až do roku 1992). V roce 2021 dostal Řád za zásluhy Nového Zélandu. 
Hrál za klub Hanazono Kintetsu Liners, s kterým vyhrál v letech 1966–1967 a 1974 japonskou ligu a za novozélandský tým Cantenbury, za který si v 27 zápasech připsal 30 pětek. Stal se prvním Japoncem, co si zahrál nejvyšší novozélandskou ligu. V roce 2012 až 2016 byl prezidentem Japonské ragbyové unie.

## Klubová kariéra
- 1961 – 1968 Kintetsu Liners
- 1969 Cantenbury
- 1970 – 1975 Kintetsu Liners